# Горје (Церкно)
Горје (словен. Gorje, итал. Goriani di Circhina) је насељено место у општини Церкно, Горишка регија, Словенија.

## Историја
До територијалне реорганизације у Словенији биле су у саставу старе општине Идрија.

## Становништво
У попису становништва из 2011. године, Горје је имало 87 становника.
| Број становника према пописима | Број становника према пописима | Број становника према пописима |
| ------------------------------ | ------------------------------ | ------------------------------ |
| 1991                           | 2002                           | 2011                           |
| 93                             | 82                             | 87                             |

Напомена: Године 2017. извршена је мања размена територије између насеља Горје и Требенче.